# Sergej Aleksandrovitsj Goloenski
Sergej Alexandrovitsj Goloenski (Russisch: Сергей Александрович Голунский) (Moskou, 16 juli [O.S. 4 juli] 1895 - aldaar, 29 november 1962) was een Russisch rechtsgeleerde en diplomaat. Hij begon zijn werkzame carrière als aanklager en was daarna docent en hoogleraar sinds 1934. Van 1952 tot 1953 was hij kortstondig aangewezen als rechter van het Internationale Gerechtshof.

## Levensloop
Goloenski studeerde in 1917 af in rechten aan de Staatsuniversiteit van Moskou. Hierna combineerde hij zijn doctorale studie met werk voor de openbare aanklagers van Nizjni Novgorod van 1923 tot 1926 en die van Rostov aan de Don en Kabardië-Balkarië van 1926 tot 1929. In dat jaar ging hij terug om te werken voor de openbaar aanklager van de Russische Socialistische Federatieve Sovjetrepubliek.
Sinds 1934 doceerde Goloenski strafrecht en criminologie aan het Moskouse Instituut voor Rechtswetenschap. Vier jaar later verwierf hij zijn doctorstitel en hoogleraarschap. De Russische Academie van Wetenschappen verkoos hem in 1939 tot corresponderend lid en benoemde hem tot afdelingsleider voor rechtsgeschiedenis aan het eraan verbonden rechtswetenschappelijk instituut.
Goloenski's carrière kreeg een diplomatieke wending toen hij in 1943 werd aangesteld bij het Sovjetse Ministerie van Buitenlandse Zaken, waar hij tot 1952 de leiding kreeg over de vakafdeling voor verdragrecht van het Ministerie van Buitenlandse Zaken. Omdat Goloenski het Engels en Frans goed beheerste, werd hij tijdens de Conferentie van Potsdam in 1945 ingezet als vertaler en juridisch expert. Verder maakte hij deel uit van de Sovjet-Russische delegatie tijdens de Conferentie van Dumbarton Oaks in 1944 en tijdens de ondertekening van het Handvest van de Verenigde Naties in San Francisco in 1945. Verder vertegenwoordigde hij de Sovjet-Unie van 1946 tot 1948 als aanklager tijdens de Processen van Tokio.
In december 1951 werd hij gekozen tot rechter van het Internationale Gerechtshof in Den Haag, waarmee hij zijn landgenoot Sergej Krylov na afloop van diens zesjarige termijn in 1952 opvolgde. Gezondheidsproblemen verhinderden niettemin de uitvoering van dit ambt, waardoor hij eind juli 1953 terugtrad. Hij werd opgevolgd door zijn landgenoot Fjodor Ivanovitsj Kozjevnikov.
In de jaren tot aan zijn dood in 1962 wijdde Goloenski zich opnieuw aan onderwijs en onderzoek, onder meer als leidinggevende van het instituut van de Academie van Wetenschappen, als hoogleraar van de Staatsuniversiteit van Moskou en als hoofdredacteur van het tijdschrift Sovjetse Staat en Recht.
- CiNii: DA14152492
- Gemeinsame Normdatei: 130557099
- International Standard Name Identifier: 0000 0001 0984 8284
- Nationale Bibliotheek van Tsjechië: jn20000602032
- Nederlandse Thesaurus van Auteursnamen: 10036439X
- Système universitaire de documentation: 244010161
- Virtual International Authority File: 70040486